# 高枝假木贼
高枝假木贼（学名：Anabasis elatior）为苋科假木贼属的植物。分布于哈萨克斯坦、西伯利亚以及中国大陆的新疆等地，生长于海拔400米至1,800米的地区，常生于盐土荒漠、戈壁和阳山坡，目前尚未由人工引种栽培。